# 孔鯉

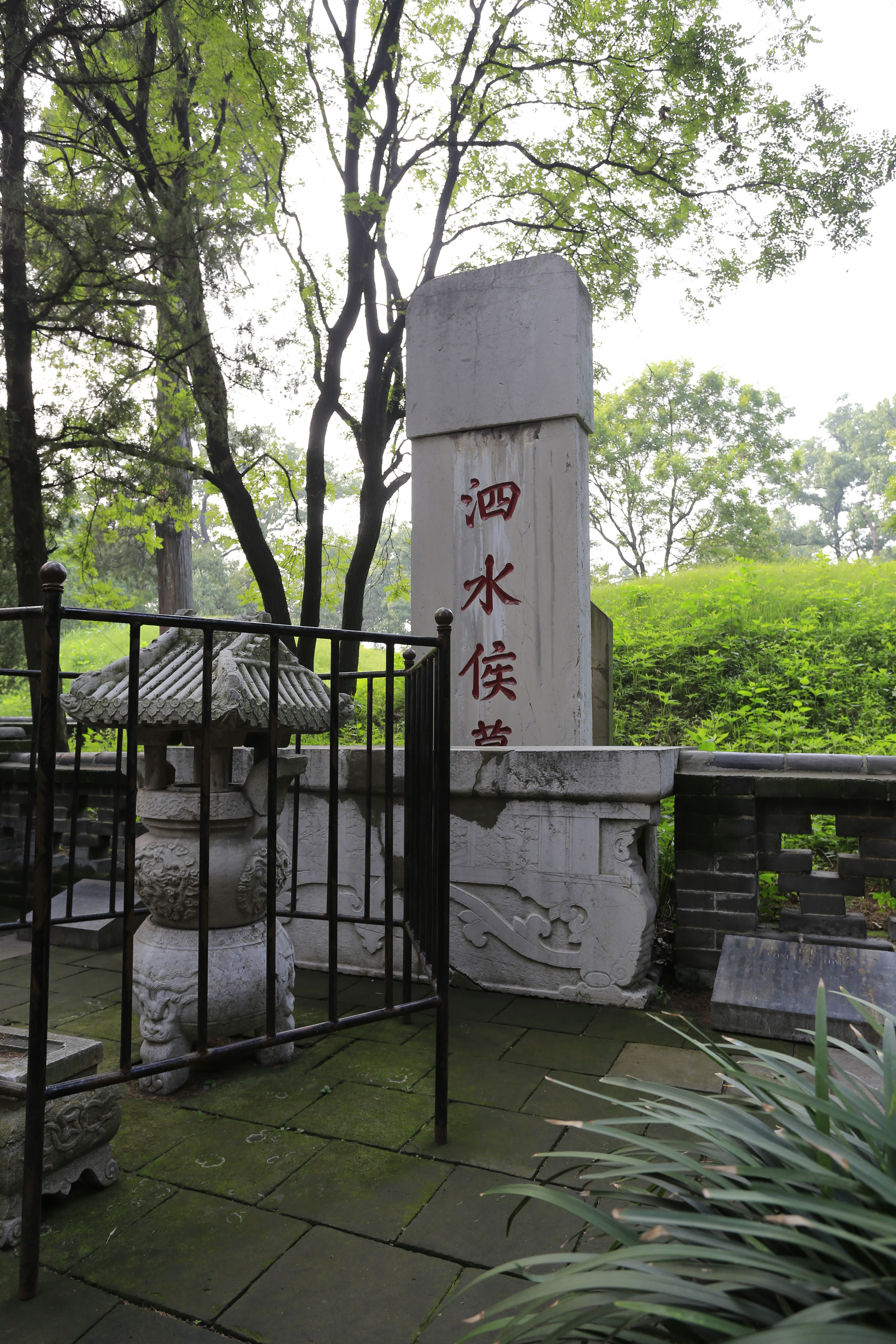
孔林にある孔鯉の墓

孔 鯉（こう り、紀元前532年 - 紀元前483年）は、中国春秋時代の儒者。字の伯魚でも知られる。孔子の長男で、孔子に先だって死亡した。子に孔伋（子思）がある。

## 生涯
『孔子家語』本姓解によれば、孔鯉は、孔子が（数え年で）20歳のときに生まれた。母は幵官氏。生まれたときに魯の昭公が祝いに鯉（コイ）を贈ったため、そこから名付けられたという。
『礼記』檀弓上には、母が死んだときに礼をはずれて嘆き、孔子にたしなめられたと記されている。
『史記』孔子世家によると、（数え年で）50歳のときに死んだ。この年に孔子は69歳であった。孔子が諸国を放浪した後、魯に帰って間もなく死んだことになる。
『論語』先進篇にも孔子が孔鯉の死んだときのことについて言及しているため、孔鯉が父より早く死んだことは確かである。
孔鯉の死後、その妻は再婚して衛に引っ越した。
子に孔伋（子思）があった。『礼記』檀弓上に子思の嫂（あによめ）について言及した箇所があるため、ほかにも子がいたかもしれない。

## 逸話
過庭之訓（かていのおしえ）、庭訓（ていきん）。ある日孔鯉が庭を小走りに横切ると孔子に呼び止められた。「詩を学んだか」と聞かれ、「まだです」と答えると、「詩を学ばなくては満足に口がきけないぞ」と諭されたので、早速詩の勉強を始めた。また別の日に庭を横切ると呼び止められ、「礼を学んだか」と聞かれた。「まだです」と答えると、「礼を学ばなければ立つことができないぞ」と諭され、早速礼の勉強を始めた。孔子は自分の子であるからといって特別な教えをほどこすことはなく、『詩』と『礼』を学ぶように言っただけだったという。（『論語』季子篇）

## 栄誉
北宋の崇寧元年（1102年）、孔鯉を泗水侯（しすいこう）に追封した。
山東省済寧市曲阜市の孔林にある孔子墓の東に、明代に建てられた孔鯉の墓があり、楷書で「泗水侯墓」と刻まれている。